# 希京西卡沃利亞
51°52′40″N 24°51′9″E / 51.87778°N 24.85250°E
希京西卡沃利亞（烏克蘭語：Щитинська Воля），是烏克蘭的村落，位於該國西部沃倫州，由科韋利區負責管轄，面積2.12平方公里，海拔高度144米，2001年人口367，人口密度每平方公里172.79人。